# Caixer Senyor

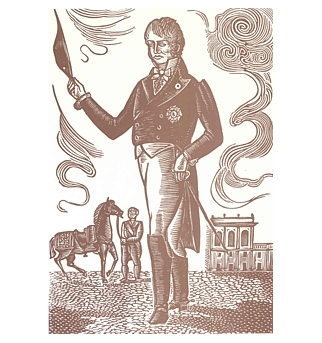
Caixer Senyor de Sant Joan - Estampa de Francesc Hernández Sanz

El Caixer Senyor, és el cavaller que representa a la noblesa i que presideix la Junta de Caixers i oficialment les festes de Sant Joan de Ciutadella de Menorca.

## Origen històric
Les festes de Sant Joan de Ciutadella de Menorca tenen el seu origen en el funcionament de les obreries medievals que s´erigien per al sosteniment de temples, ermites o obres pietoses. En aquest cas es tractaria de l'obreria destinada al sosteniment de l'ermita rural de Sant Joan de Missa a uns 6,0 km del centre de Ciutadella.
Alguns historiadors fixen l'origen de la festa cap el segle XIV, si bé com a conseqüència de l'assalt Turc de 1558, i la destrucció massiva dels arxius de la ciutat en l'anomenat any de sa desgràcia, tant el fet mateix de l'origen, com del seu contingut han estat objecte constant de debat per estudiosos i historiadors.

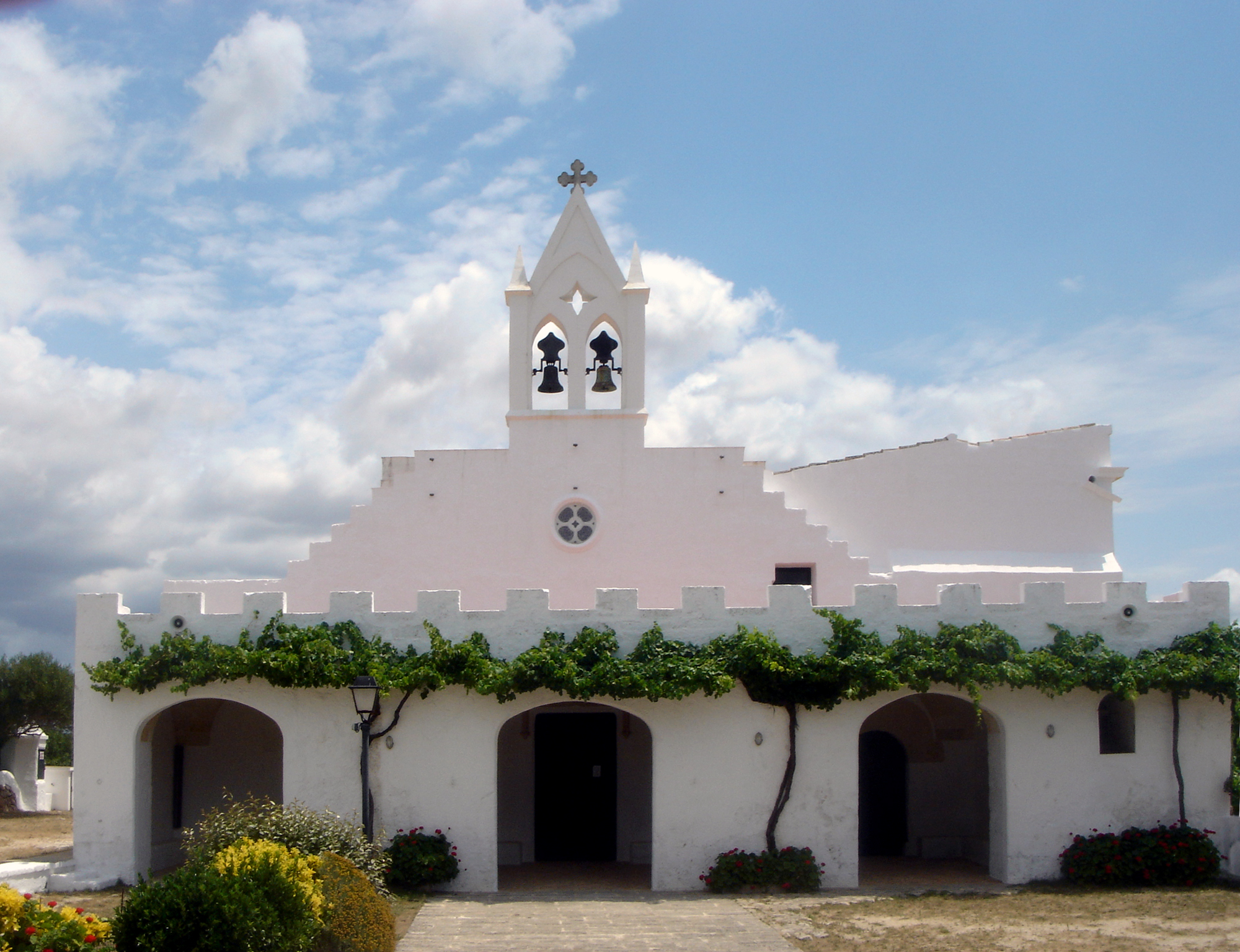
Sant Joan de Missa

Aquestes obreries estarien compostes per membres de tots els estaments de l'època (noblesa, clergat, pagesia i artesans). En fonts datades cap a 1564 la composició d´aquesta obreria seria: un obrer eclesiàstic, encarregat de les tasques religioses, un obrer cavaller o clavari, encarregat de l'administració dels bens i del patrimoni, dos obrers pagesos, encarregats de recaptar donatius als diferents llocs (finques agrícoles menorquines) del terme de ciutadella, un a la zona nord (Tramuntana) i un a la zona sud (Migjorn) i un obrer menestral, que essent artesà residiria al municipi, i recaptaria a la ciutat.
El Caixer Senyor, derivat de l'obrer clavari, és, en aquest context, el representant de la noblesa de Ciutadella de Menorca.
En recents publicacions es posa en dubte una part de l'estructura de les festes, i en particular el paper dels Caixers Senyors, i del seu sistema d´elecció, al context del franquisme.

## Funcions del Caixer Senyor

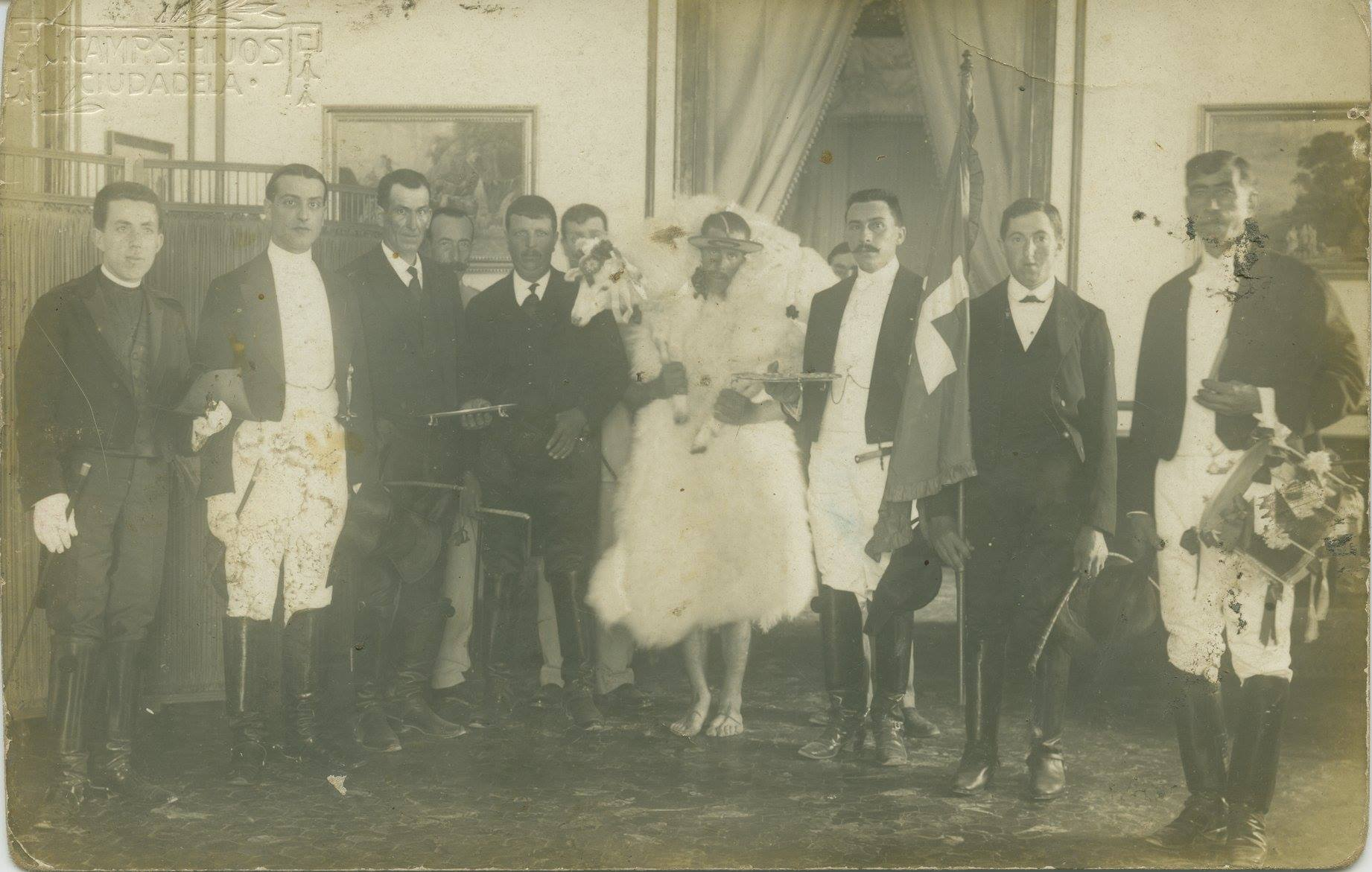
Junta de Caixers de 1913, presidida per D. Diego de Salort i Martorell

El Caixer Senyor presideix la Junta de Caixers, que és l'encarregada de l'organització tradicional de la festa, i de vetllar per el bon funcionament de la mateixa. A dia d´avui la majoria de les tasques organitzatives i de seguretat son assumides per les administracions públiques, mitjançant el pla d´autoprotecció de les Festes de Sant Joan.
Al mateix temps el Caixer Senyor també escull a la resta de membres de la Junta de Caixers (casat o menestral, fadrí i pagesos), a excepció del Caixer Capellà, que es escollit per el Rector de la Parròquia de la Catedral.
Entre les seves obligacions es troba, a part de les tradicionals de vetllar per el bon funcionament de la qualcada i de tots els actes que s'hi desenvolupen, aportar una casa amb les condicions suficients per atendre a la beguda a més d´un centenar de cavallers, assumir les despeses necessàries per atendre les festes a aquesta casa, tant les tècniques com a la beguda que s´ofereixen als caixers pagesos la nit del dia 23 de juny, així com atendre a tots els actes organitzatius que es desenvolupen al llarg de l'any.
Durant el desenvolupament de la festa el Caixer Senyor pot escurçar la durada de diversos moments per les raons que estimi oportunes, o inclús cancel·lar una part de la festa per motius de seguretat o idoneïtat, com va succeir per exemple l'any 2005, en el que el Caixer Senyor Guillermo de Olives Olivares va ordenar suspendre el joc del correr abraçats dels jocs des pla per l'elevat nombre d´accidents que s´havien produït durant les etapes anteriors dels jocs

## Sistema d´elecció dels Caixers Senyors
El caixer Senyor és escollit per la Junta de Caixers Senyors des de 1946, que es compon per els Caixers Senyors que han realitzat aquesta funció en el passat, sota la presidència del seu Degà, el Caixer Senyor de major edat.
Amb anterioritat a 1946, i per les dades que s´han conservat, fins 1835 aquesta designació, així com la de la resta de la Junta de Caixers (Caixer Menestral o casat, Caixer fadrí, i els dos Caixers pagesos), la feien els Jurats de la Universitat de Ciutadella, institució antecessora de l'Ajuntament, i des-de 1836 fins 1945 l'Ajuntament de Ciutadella.
El sistema actual d´elecció ha estat criticat en diverses ocasions, ja que la totalitat de la capacitat d´elecció queda en mans de la Junta de Caixers Senyors, i a la vegada la elecció de tots els membres de la Junta de Caixers en mans del Caixer Senyor del bienni, així com també fent consideracions de caràcter polític sobre la pròpia estructura de la festa en publicacions com l'exposada amb anterioritat.
Els requisits per ser Caixer Senyor, serien els mateixos tant en l'etapa de la Universitat, com de l'Ajuntament, com de la Junta de Caixers Senyors, així com la regularitat dels nomenaments. El nomenament es produeix per biennis, essent els requisits, que ha de ser primogènit d´una de les famílies de l'antiga noblesa de Ciutadella, o no essent primogènit ha d´estar casat. S´ha de tenir en compte que aquest precepte no sempre s´ha plantejat de la mateixa forma i que, en diverses ocasions, nobles d´altres orígens han exercit el càrrec per haver-se emparentat per matrimoni amb famílies de la noblesa de Ciutadella.
En el cas del Caixer Senyor nomenat per el bienni 2020-2021, afectat per la pandèmia de COVID-19, el seu nomenament es va post-posar al bienni 2022-2023.
La designació del Caixer Senyor i de la Junta de Caixers es fa pública cada dos anys, el 9 de juliol posterior al darrer Sant Joan del bienni, en l'acte de commemoració de l'any de sa desgràcia, en el que es dona lectura a l'acta de Constantinoble, i s´entrega la bandera de Sant Joan al nou Caixer Senyor. Amb anterioritat a la constitució de la Junta de Caixers Senyors, era també el 9 de juliol, en el que es feien les votacions per ternes de candidats per els diferents càrrecs de la Junta de Caixers, primer a la Universitat de Ciutadella i després a l'Ajuntament.
El càrrec de Caixer Senyor es pot delegar en un membre de la família, sigui primogènit o no, així com en persones que no essent de la mateixa família, si siguin membres d´altres famílies nobles de Ciutadella.Aquest requisit també hauria tingut excepcions en el temps, i així es té constància de l'oferiment per part de la Universitat de Ciutadella al Governador anglès de Menorca Richard Kane de que ocupés el lloc del Caixer Senyor, o de la substitució més recent del Comte de Torre-Saura l'any 1959 pel seu cunyat Luis Cotoner i Cotoner, Marquès de Bélgida, entre d´altres casos.
Si bé el càrrec actualment es considera un alt honor, en el passat les autoritats havien arribat a tenir problemes per ocupar aquesta posició a les festes, arribant a tenir litigis o haver d´imposar multes per no acceptar o no realitzar aquestes funcions. En aquests períodes històrics s´ha d´entendre que formar part d´aquestes obreries no era voluntariós, sinó que era pràcticament un servei a la societat imposat per raó de la condició social, i ordenat per la Universitat de Ciutadella. En aquest sentit es te noticia dels problemes que hi hagueren per compondre la junta durant els biennis de principis de segle xviii, així com de l'advertència de la imposició de multes de fins a 500 sous subscrita per el Tinent governador del castell de Sant Felip i governador substitut. Coronel W. Pinfold.
Alguns dels llinatges de les famílies nobles de Ciutadella que han participat més recentment a les festes de Sant Joan són per exemple els Olivar, Olives, Salort, Saura, Sintas, Soto, o Squella i en temps més preterits també es podien trobar els Carreras, Despujol, Ladrón-de-Guevara, Martorell, Quadrado, Quart, Sanxo, Vigo, entre d´altres. En alguns casos ostenten o han ostentat títols nobiliaris propis de Menorca o castellans com per exemple, els Ducats d´Almenara Alta, Escalona o Frías, els Marquesats d´Albranca, Villena, Lapilla, Terranova, Villel, Monasterio, Paredes, Menasalbas, de las Arenas, Moyá de la Torre, els Comtats de Torre Saura, Darnius, Alba de Liste, o la Baronia de Lluriach.

## La casa del Caixer Senyor -Ca es Caixer Senyor
Una de les particularitats de la festa, i que posa de manifest la importància del Caixer Senyor en ella, és que el Caixer Senyor presideix les festes des de la seva casa. És a dir, els itineraris i moments àlgids; com els primers tocs o la beguda; es produeixen a la seva residència, i canvien d´alguna forma l'aproximació a la festa bienni rera bienni.

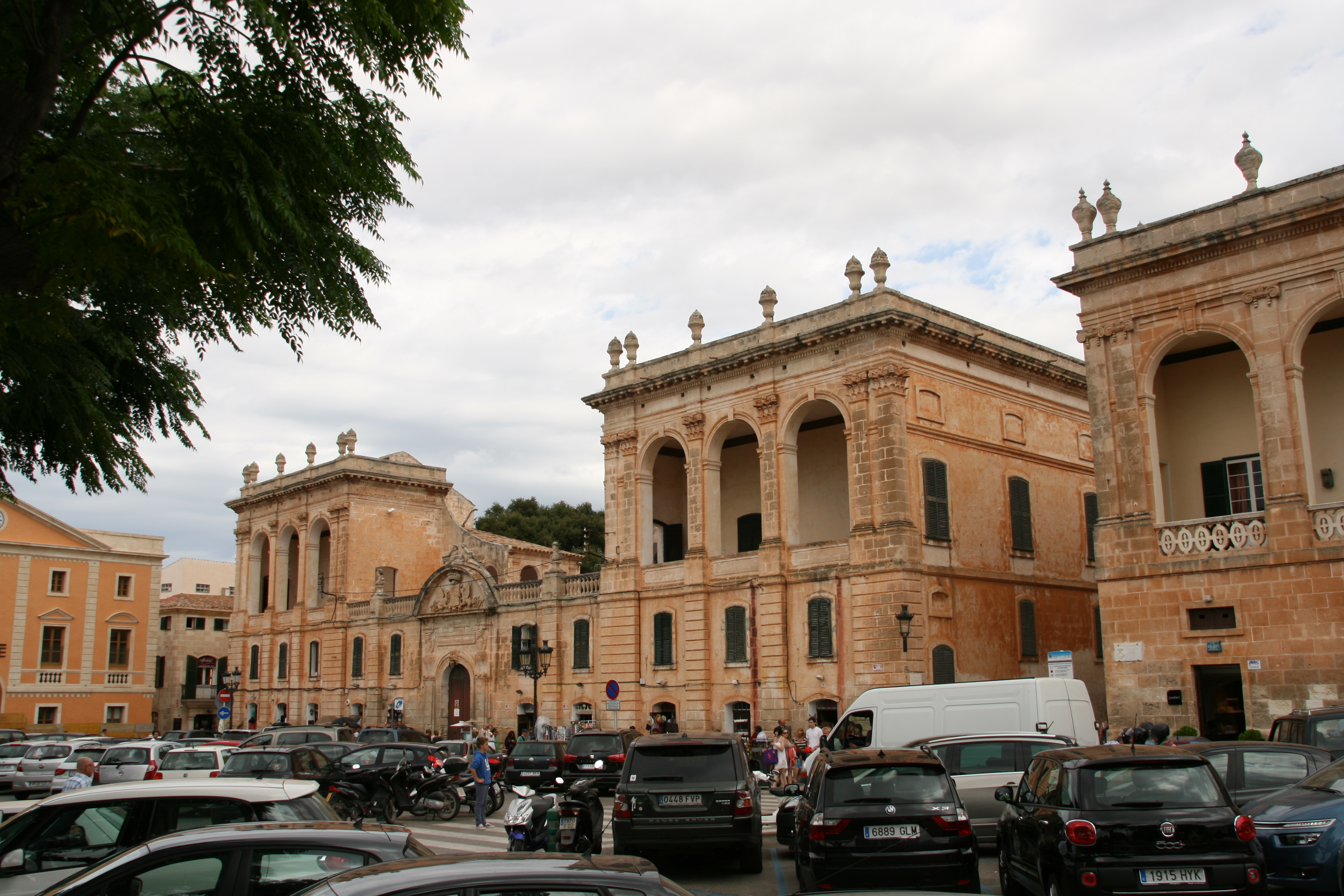
Al centre el Palau del Comte de Torre Saura, a la dreta el Palau Salort o Martorell

Aquesta modificació comporta adaptacions dels protocols de seguir, i actualment, és un element bàsic a tenir en compte per qualsevol Caixer Senyor, dins el pla de seguretat de les festes.
La casa ha de tenir una entrada prou gran i accessible des del carrer per exposar les carotes que es trencaran als jocs des pla, i per que el Caixer Senyor pugui sortir a cavall des-de la seva porta, així com tenir espais amples per que tots els cavallers de la qualcada puguin estar assentats durant la beguda. L'any 2023 van participar en les festes 190 cavallers, i d´aquests 102 cavallers el dia 23 de juny, que serien els que van participar en la beguda.
Les cases acostumen a ser cases senyorials històriques de Ciutadella i tradicionalment eren les residencies dels Senyors o de les seves famílies directes. Actualment aquesta situació ha canviat molt, tant per el de venir de les famílies nobles de Ciutadella, que en molts casos ja no disposen de propietats al centre de la Ciutat. Això suposa que si un Caixer Senyor no disposa de casa al centre de Ciutadella, un altre Caixer Senyor o més últimament un particular, li pugui cedir la seva casa per a les celebracions principals.
En aquest aspecte les úniques cases que en aquest moment segueixen en propietat de families amb dret a ocupar la condició de Caixer Senyor son:
- Palau Salort o Martorell (Carrer Major des Born, 9)
- Palau del Baró de Lluriach (Carrer de Santa Clara, 33)
- Casa dels Marquesos d´Albranca - Cas Duc (Carrer del Santíssim, 7)
- Can Salort (Carrer Sant Antoni, 1)
- Ca n´Olivar de davant la Catedral (Plaça de la Catedral)
- Palau de Ca´n Sintas (Carrer de Sant Jeroni, 11)

Cases que van ser Cas Caixer Senyor i que es poc probable que ho tornin a ser ja que són actualment de propietat municipal
- Can Saura Morell (carrer des Seminari, 5)
- Can Saura Miret (Carrer del Santíssim, 2)

Cases que han estat Cas Caixer Senyor, que es troben en propietat privada i teòricament es podrien cedir

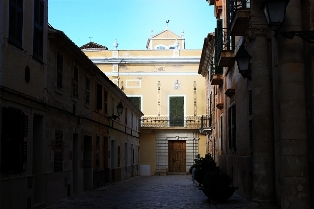
Ca n´Squella

- Can Faustino - Can Carreras (Sant Rafel, 9)
- Can Saura des Racó (Placeta del Roser, 3)
- Cas Comte de Torre-Saura (Carrer Major des Born, 8)
- Palau de la família Guevara (Carrer Sant Francesc, 1)
- Ca n´Squella (Carrer de Sant Sebastià, 18)
- Can Vigo o Can Vivó (Plaça des Born, 2)
- Casa de la família Quadrado (Carrer Sant Antoni, 9)
- Can Simó (Carrer de Santa Clara, 11)
- Can Vivó-Truyols (Camí de Maó, 30)

A nivell d´exemple no exhaustiu, el Caixer Senyor del bienni 2024-25 Carlos de Salort Pons, tindrà com a casa la de seva família, el Palau Salort o Martorell. Al bienni 2022-23, Borja Saura García, li van cedir l'any 2022 Can Simó i l'any 2023 Can Vivó-Truyols. Al bienni 2018-19, Julio de Olives Fernandez, li van cedir el Palau de Ca´n Sintas. Amb anterioritat, els titulars del càrrec, Lorenzo de Salort i de Salort (2016-17), Borja Morgades de Olivar (2014-15), Carlos de Olivar Despujol (2012-13), Manuel de Soto Martorell (2010-11), José Maria de Sintas Zaforteza (2008-09), Luis de Olivar O´Neal (2006-07), van sortir des de les cases de les seves respectives families, Can Salort, Cas Baró, Ca n´Olivar de davant la Catedral, Cas Duc, Ca´n Sintas i Ca n´Olivar de davant la Catedral, en el cas de Guillermo de Olives Olivares (2004-05) li cedirien el Palau del Comte de Torre Saura, i així en un llarg etcètera.

## La indumentària del Caixer Senyor

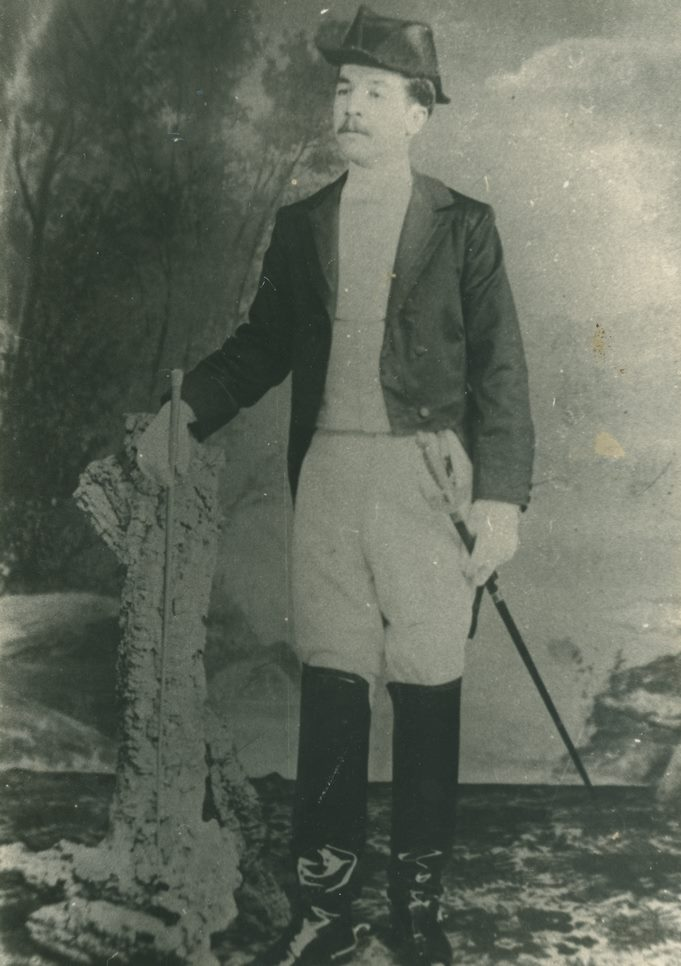
Saulo Squella Bustos de Lara. Caixer Senyor 1912

L´indumentària del Caixer Senyor es pantaló curt, camisa, guardapit, corbatí i guants, tot de color blanc. Jaqueta de frac, guindola i botes de muntar amb esperons i sense pompons, tot en color negre, i fuet amb pom de plata i espasa. Els Caixers Senyors acostumen a incorporar també les condecoracions que tinguin a títol personal.
En quant al cavall, porta sella menorquina, buldrafa (peça de vellut bordada que cobreix la gropa del cavall), i pistoleres de vellut sobre l'espatlla del cavall, normalment bordades en or o plata amb els escuts familiars,, i dos pistoles ornamentades a les pistoleres. El cavall va sense flocs ni ornaments addicionals i els seus guarniments porten també normalment representacions heràldiques de la família del Caixer Senyor al pit del cavall.

## Llistat (en procés) dels Caixers Senyors de les Festes de Sant Joan de Ciutadella
A partir de molt diferents fonts, s´exposa un llistat aproximatiu i no definitiu de les persones que han presidit les festes com a Caixer Senyor segons diferents fonts, tant genealògiques, com estudis i de caràcter popular. S´ha de tenir en compte que a mesura que es retrocedeix en el temps les fonts són més limitades.
| Caixers Senyors de les Festes de Sant Joan | Caixers Senyors de les Festes de Sant Joan |
| Bienni                                     | Titular del bienni i representant en el seu cas |
| ------------------------------------------ | --- |
| 2026-2027                                  | Ignasi Saura Sánchez |
| 2024-2025                                  | Carlos de Salort Pons |
| 2022-2023                                  | Borja Saura García |
| 2020-2021                                  | Pandèmia de COVID-19 |
| 2018-2019                                  | Julio de Olives Fernandez |
| 2016-2017                                  | Lorenzo de Salort i de Salort Representat l'any 2017 per Gabriel de Salort Sintes                                                                               |
| 2014-2015                                  | Borja Morgades de Olivar |
| 2012-2013                                  | Carlos de Olivar Despujol Representat l'any 2012 per Luis de Olivar O´Neal Representat l'any 2013 per Simón de Olivar Vivó                                      |
| 2010-2011                                  | Manuel de Soto Martorell |
| 2008-2009                                  | José Maria de Sintas Zaforteza |
| 2006-2007                                  | Luís de Olivar O´Neal |
| 2004-2005                                  | Guillermo de Olives Olivares |
| 2002-2003                                  | Gabriel de Olivar Oliver |
| 2000-2001                                  | Ricardo Squella Duque de Estrada |
| 1998-1999                                  | Simón de Olivar Vivó |
| 1996-1997                                  | Simón de Sintas Zaforteza |
| 1994-1995                                  | Juan Pedro de Soto Martorell, Marquès de Lapilla |
| 1992-1993                                  | Fernando Saura Cantallops |
| 1990-1991                                  | Juan Antonio Squella Duque de Estrada |
| 1988-1989                                  | Luis de Olivar Despujol Representat per Luis de Olivar O´Neal                                                                                                   |
| 1986-1987                                  | Gabriel Saura García |
| 1984-1985                                  | Gabriel Squella Duque de Estrada |
| 1982-1983                                  | Francisco de Borja de Soto Martorell |
| 1980-1981                                  | Carlos de Salort Sintes actual Comte de Torre Saura |
| 1978-1979                                  | Tomás Squella de Salort |
| 1976-1977                                  | Josep Ignasi Saura Miret Representat per Lluis Saura Miret |
| 1974-1975                                  | José Maria de Olivar i Ordís, actual Baró de Lluriach |
| 1972-1973                                  | Fernando Saura Mercadal |
| 1970-1971                                  | Francisco de Quadrado (Doctor Quadrado) |
| 1968-1969                                  | Simón de Olivar i Despujol |
| 1966-1967                                  | Gabriel Saura Miret |
| 1964-1965                                  | José Maria de Sintas Vidal |
| 1962-1963                                  | Juan Manuel Saura Mercadal Representat l'any 1962 per Fernando Saura Mercadal                                                                                   |
| 1960-1961                                  | Manuel de Olivar i Despujol |
| 1958-1959                                  | José María de Olives i Ponsich, Conde de Torre Saura Representat l'any 1959 per Luis Cotoner i Cotoner, Marquès de Bélgida                                      |
| 1956-1957                                  | Ricardo Squella Martorell, Marqués de Terranova Representat l'any 1956 per Jaume Squella Martorell i Francesc de Borja Squella Martorell                        |
| 1954-1955                                  | Javier Saura de Sintas Representat l'any 1955 per Simón de Olivar Despujol                                                                                      |
| 1952-1953                                  | Santiago Saura Fargas Representat l'any 1953 per Luis de Olivar Despujol                                                                                        |
| 1950-1951                                  | Juan Pedro de Soto Domeq Representat l'any 1951 per José María de Olivar Canet                                                                                  |
| 1948-1949                                  | Ignasi de Saura Sintas |
| 1946-1947                                  | Simón de Olivar Canet, Baró de Lluriach |
| 1944-1945                                  | Carlos de Salort i Olives Representat l'any 1945 el Diumenge des Be per Carlos de Olivar i Olives Representat l'any 1945 resta d´actes José de Salort de Olives |
| 1942-1943                                  | Gabriel Squella Martorell, Marquès de Terranova |
| 1940-1941                                  | Gabriel Squella i de Salort Representat l'any 1940 per Tomás Squella i de Salort                                                                                |
| 1936-1939                                  | José de Olivar DespujolFestes de 1937 i 1938 suspeses per la Guerra Civil                                                                                       |
| 1934-1935                                  | Gabriel de Olives i Ponsich |
| 1932-1933                                  | Gabriel Squella Jaume |
| 1930-1931                                  | Gabriel Saura Mariño |
| 1928-1929                                  | Joan Saura Mora Representat l'any 1928 per Joan Saura Fargas Representat l'any 1929 per Jaime Saura Fargas                                                      |
| 1926-1927                                  | Francesc de Borja Martorell Tellez-Girón. Duc d´Almenera Alta Representat l'any 1927 per Ricardo Martorell Tellez-Girón. Marquès de Monasterio                  |
| 1924-1925                                  | Simón de Sintas Moll |
| 1922-1923                                  | Tomàs de Salort i de Olives |
| 1920-1921                                  | Ricard Quadrado Albertí |
| 1918-1919                                  | Faustino Olives Saura Representat per José de Olivar i Olives                                                                                                   |
| 1916-1917                                  | Josep Vigo Fabra |
| 1914-1915                                  | Carlos de Olivar i Olives Representat l'any 1915 per Ricardo Quadrado Albertí                                                                                   |
| 1912-1913                                  | Saulo Squella Bustos de Lara Representat l'any 1913 per Diego Salort i Martorell                                                                                |
| 1910-1911                                  | Francesc Quadraro Albertí |
| 1908-1909                                  | Bernardino Martorell i Fivaller Representat per Carlos de Olivar i Olives per decés del titular                                                                 |
| 1906-1907                                  | Gabriel Squella i Rossiñol de Zagranda |
| 1904-1905                                  | Ignasi Despujol Carrió |
| 1902-1903                                  | Gabriel de Olivar i Olives, Baró de Lluriach |
| 1900-1901                                  | Bernat Ignasi de Olives i Olives, Comte de Torre Saura |